# Železniško postajališče Planina
Železniško postajališče Planina je eno izmed železniških postajališč v Sloveniji, ki oskrbuje bližnje naselje Laze oz. zaselek Ravnik (od Laz ga ločuje avtocesta A1), kjer se tudi nahaja. Postajališče leži med postajama Logatec in Rakek. Zgrajeno je bilo leta 1912, ko je knez Hugo Weriand Windisch-Graetz tam postavil tir za nakladanje lesa. Postaja je včasih imela dva odstavna tira, ki pa ju danes ni več. Po postavitvi avtomatičnega nivojskega prehoda tam ni več železniškega osebja. Postajališče je tudi odjavnica s svetlobnimi signali. 